# Авдейково (Витебская область)
Авдейково (бел. Аўдзейкава) — деревня в Городокском районе Витебской области Белоруссии. До 2013 года входила в состав упразднённого Гуркинского сельсовета. С 2013 по 2018 годы входила в Бычихинский сельсовет. После упразднения Бычихинского сельсовета — в составе Езерищенского сельсовета
Находится в 6 км к востоку от посёлка Езерище на берегу озера Езерище.